# Limovce
Limovce – wieś w Słowenii, w gminie Vransko. W 2018 roku liczyła 77 mieszkańców.